# Guillaume II d'Orange-Nassau
Pour les articles homonymes, voir Guillaume II, Guillaume II (roi des Pays-Bas) et Guillaume d'Orange.
Guillaume II d'Orange-Nassau, prince d'Orange et comte de Nassau, né le 27 mai 1626 à La Haye et mort le 6 novembre 1650 dans la même ville, est stathouder des Provinces-Unies (Hollande, Zélande, Utrecht, Gueldre, Overijssel, Groningue et Drenthe) du 14 mars 1647 au 6 novembre 1650.
Il est le père de Guillaume III d'Orange-Nassau, stathouder (1672-1702) et roi d'Angleterre (1688-1702).

## Biographie

### Origines familiales et formation
Fils du stathouder Frédéric-Henri de Nassau et d'Amelia von Solms-Braunfels, il est le petit-fils de Guillaume le Taciturne (1533-1584), premier prince d'Orange de la maison de Nassau, fondateur des Provinces-Unies en 1581.
Il appartient à la seconde branche de la maison de Nassau, qui a pour ascendants les Nassau-Dillenbourg appartenant à la tige ottonienne. Cette branche s'éteint en 1702 à la mort de son fils Guillaume III.
Il a pour précepteur le mathématicien Jan Stampioen, qu'il partage à peu d'intervalle[pas clair] avec Christian Huygens.

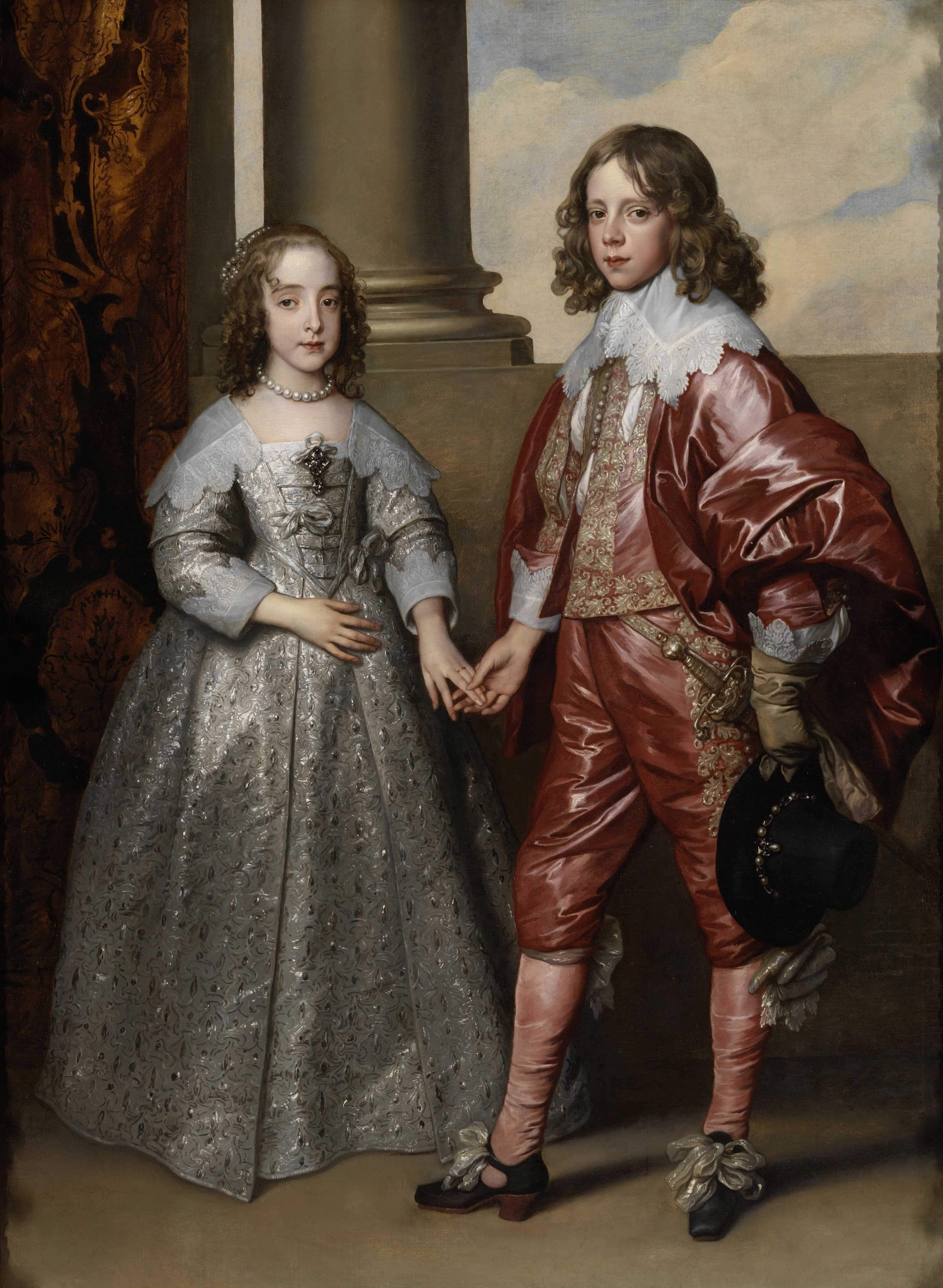
Le prince d'Orange
et sa future épouse
1641, Antoine van Dyck
Rijksmuseum Amsterdam.

### Mariage (1641) et descendance (1650)
Le 2 mai 1641, dans la chapelle royale du palais de Whitehall, à Londres, Guillaume épouse la princesse royale Marie-Henriette Stuart (1631-1660), fille la plus âgée du roi d'Angleterre et d'Écosse Charles Ier (1600-1649) et de Henriette-Marie de France (1609-1669), fille du roi de France et de Navarre Henri IV.
Un fils, Guillaume, naît neuf ans plus tard, huit jours après la mort de son père, devenant immédiatement prince d'Orange. La charge de stathouder reste vacante et les pouvoirs afférents sont confiés au grand-pensionnaire de Hollande Johan de Witt.

### Stathouder des Provinces-Unies (1647-1649)
Son père décédant le 14 mars 1647, Guillaume II, âgé de 21 ans, est nommé à sa place aux fonctions de stathouder, à un moment important de l'histoire de l'Europe et des Provinces-Unies, alors que des négociations sont en cours en Westphalie pour mettre fin à la guerre de Trente Ans (1618-1648), mais aussi à la guerre de Quatre-Vingts Ans, qui oppose depuis 1568 les Pays-Bas insurgés, puis les Provinces-Unies aux rois d'Espagne de la maison de Habsbourg (Philippe II, Philippe III et Philippe IV). 
En janvier 1648, les émissaires de Philippe IV et des Provinces-Unies signent le traité de Münster, par lequel le roi d'Espagne renonce à tous ses droits sur les sept provinces du nord des Pays-Bas et reconnaît la république des Sept Provinces-Unies des Pays-Bas, reconnue depuis longtemps par les princes protestants, mais aussi par le roi de France. Guillaume II est opposé à ce traité, mais ne peut imposer son point de vue aux états généraux, favorables au retour à la paix.
Secrètement, il entame des négociations avec la France dans le but de partager entre les deux pays les Pays-Bas méridionaux (dits Pays-Bas espagnols), restés sous la souveraineté des rois d'Espagne, mais ce projet n'aboutit à rien. 
Parallèlement, il s'efforce de soutenir son beau-père Charles Ier confronté depuis 1641 à un puissant mouvement révolutionnaire dirigé par Olivier Cromwell ; mais c'est un échec : en janvier 1649, Charles Ier est condamné à mort et exécuté, l'Angleterre devient à son tour une république.

### La crise politique de 1650
Elle résulte du conflit opposant les aspirations monarchiques des membres de la maison d'Orange-Nassau aux institutions républicaines choisies par les dirigeants des Provinces-Unies après une expérience monarchique peu concluante menée de 1582 à 1584, avec le prince français François d'Anjou. Mais dans le cadre de ces institutions républicaines, il est admis que le commandement des forces armées (les fonctions de stathouder) revient à la maison d'Orange-Nassau, héritière de Guillaume le Taciturne (mort lui aussi en 1584), stathouder de Hollande, de Zélande et d'Utrecht depuis 1559.
En 1650, Guillaume II est impliqué dans un conflit opposant la province de Hollande, sous la direction d'Andries Bicker (nl), de Jacob de Witt et de Cornelis de Graeff, à de puissants négociants[pas clair]. 
Opposé à la réduction des effectifs de l'armée, il fait procéder par ses troupes à l'incarcération (au château de Loevestein) de nombreux membres des états provinciaux de Hollande. Il envoie son cousin Guillaume-Frédéric de Nassau-Dietz à la tête d'un corps d'armée de dix mille hommes afin de s'emparer d'Amsterdam par la force, mais le mauvais temps empêche le bon déroulement de cette campagne.
Il se fait donner par les états généraux, par quatre voix contre trois, une autorité dictatoriale[pas clair], mais il est bientôt obligé de la déposer à la suite d'un retour en force du parti républicain.

### Mort et funérailles
Il meurt de façon inopinée le 6 novembre 1650, âgé de 24 ans, de la variole. 
Il est inhumé dans la crypte d'Orange-Nassau de la Nieuwe Kerk de Delft. 
La mort de Guillaume permet aux républicains de l'emporter dans un premier temps en Hollande et en Zélande : personne n'est nommé stathouder pour le remplacer ; les pouvoirs afférents à la fonction sont restitués aux autorités civiles (états provinciaux et pensionnaires).

## Titres
- Stadhouder de Hollande, Zélande, Utrecht, Gueldre et Overijssel
- Marquis de Veere et Flessingue
- Comte de Nassau-Dillenburg, Buren, Leerdam, Katzenelnbogen et Vianden
- Vicomte d'Anvers
- Baron d'Aggeris, Bréda, Cranendonck, Pays de Cuijk, Daesburg, Eindhoven, Grave, De Lek, IJsselstein, Diest, Grimbergen, Herstal, Warneton, Beilstein, Bentheim-Lingen, Moers, Arlay et Nozeroy
- Seigneur de Dasburg, Mont-Sainte-Gertrude, Hooge en Lage Zwaluwe, Klundert, Montfort, Naaldwijk, Niervaart, Polanen, Steenbergen, Sint-Maartensdijk, Turnhout, Willemstad, Zevenbergen, Bütgenbach, Saint-Vith et Besançon.